# Dymasius cos
Dymasius cos es una especie de escarabajo del género Dymasius, familia Cerambycidae. Fue descrita científicamente por Holzschuh en 1998.
Habita en Vietnam. Los machos y las hembras miden aproximadamente 20,3-28,5 mm. El período de vuelo de esta especie ocurre en los meses de marzo y abril.